# Tierras de la Corona de Francia
Las tierras de la corona, patrimonio de la corona, dominio real (en francés) o domaine royal (de demesne) de Francia se refiere a las tierras, feudos y derechos directamente poseídos por los reyes de Francia. Mientras el término acabó refiriéndose a una unidad territorial, el dominio real originalmente se refería a la red de "castillos, pueblos y fincas, bosques, ciudades, casas de religión y obispados, y los derechos de justicia, peajes e impuestos" efectivamente detentados por el rey o bajo su dominio. En términos de territorio, antes del reinado de Enrique IV, el domaine royal no abarcaba la totalidad del territorio del reino de Francia, y durante la mayor parte de la Edad Media significativas porciones del reino eran posesión directa de otros señores feudales.
En los siglos X y XI, los primeros capetos —siendo reyes de Francia— estuvieron entre los menos poderosos de los grandes señores feudales de Francia en términos del territorio poseído. Pacientemente, a través del uso de la ley feudal (y, en particular, la confiscación de feudos de vasallos rebeldes, la conquista, la anexión, hábiles matrimonios con herederas de grandes feudos, e incluso por compra, los reyes de Francia pudieron incrementar su dominio real. Para la época de Felipe IV, el significado de "dominio real" comenzó a pasar de ser una mera colección de tierras y derechos a una unidad territorial fija, y para el siglo XVI el "dominio real" comenzó a coincidir con todo el reino. Sin embargo, el sistema medieval de infantazgo (una concesión de un feudo con los derechos de las tierras por el soberano a sus hijos menores, que revertiría a la corona al extinguirse la línea masculina descendiente del titular original) enajenó amplios territorios del dominio real y a veces creaba rivales peligrosos (especialmente en el ducado de Borgoña de los siglos XIV y XV).
Durante las guerras de religión, se criticó con frecuencia la enajenación de tierras y feudos del dominio real. El edicto de Moulins (1566) declaró que el dominio real (definido en el segundo artículo como toda la tierra controlada por la corona durante más de diez años) no podía enajenarse, excepto en dos casos: con vinculaciones, en el caso de una emergencia financiera, con una opción perpetua de recomprar la tierra; y para formar un infantazgo, que deben regresar a la corona en su estado original cuando se extinguiera la línea masculina.
Tradicionalmente, se esperaba que el rey sobreviviera a partir de las rentas generadas por el dominio real, pero las necesidades fiscales, especialmente en tiempos de guerra, llevó a los reyes a promulgar impuestos "especiales", como la taille, sobre la totalidad del reino (la taille se hizo permanente en 1439).

## Cronología de la formación del dominio real

El reino de Francia en tiempo de Hugo Capeto. Dominio real francés en azul.

### Reinado de Hugo Capeto
Al comienzo del reinado de Hugo Capeto, el patrimonio de la corona era extremadamente pequeño y estaba formado, en esencia, por una serie de posesiones dispersas en las regiones de la Île-de-France y el Orleanesado (Senlis, Poissy, Orléans), con otras bolsas aisladas, como Attigny. Estas tierras fueron en gran medida la herencia de los robertianos, los directos antecesores de los capetos.
- 988: Montreuil-sur-Mer, el primer puerto poseído por los capetos, se adquirió gracias al matrimonio del heredero Roberto (futuro Roberto II el Piadoso) con Rozala, la viuda de Arnulfo, conde de Flandes.

### Reinado deRoberto II
- 1016: adquisición del ducado de Borgoña. El rey era el sobrino del duque Enrique de Borgoña, que murió sin herederos.
- Roberto gana los condados de París, Dreux y Melun, y negoció la última adquisición (1055) de una parte de Sens.[4]

### Reinado deEnrique I

El reino de Francia en 1030. Dominio real francés en azul.

- 1034: el rey da el ducado de Borgoña a su hermano Roberto[5] (el ducado pertenecería a sus descendientes hasta 1361; véase Casa de Borgoña)
- 1055: anexión del condado de Sens.

### Reinado deFelipe I
- 1068: adquisición del Gatinado y Château-Landon a Fulco, conde de Anjou
- 1077: anexión del Vexin francés
- 1081: adquisición de Moret-sur-Loing
- 1101: adquisición del vizcondado de Bourges y el señorío de Dun-sur-Auron a Odón Arpin de Bourges

### Reinado deLuis VI
- el rey pasó gran parte de su reinado pacificando y consolidando el dominio real combatiendo a algunos señores feudales (los señores de Montlhéry, de Coucy, de Puiset, de Crécy...)
- de Fulco, vizconde del Gatinado, Luis compró Moret, Le Châtelet-en-Brie, Boësses, Yèvre-le-Châtel y Chambon.
- Otros añadidos al dominio real fueron: Montlhéry y Châteaufort, Chevreuse, Corbeil, Meung-sur-Loire, Châteaurenard y Saint-Brisson.[6]

### Reinado deLuis VII

El reino de Francia en 1154. Dominio real francés en azul oscuro.

- 1137: matrimonio de Luis con Leonor de Aquitania, duquesa de Aquitania y Gascuña y condesa de Poitou.  Por este matrimonio, Luis esperaba unir la mayor parte del suroeste de Francia al dominio real.
- 1137: Luis entrega Dreux a su hermano Robert.[5]
- 1151: separación de Luis VII y Leonor de Aquitania, quien en 1152 se casó con Enrique Plantagenet, conde de Anjou, conde de Maine y duque de Normandía, quien se convirtió en 1154, en rey de Inglaterra.  Las tierras de Leonor pasaron a ser de Enrique como dote.
- 1160: da el Vexin normando a su hija Margarita como dote.[6]  Margarita más adelante se vio obligada a ceder su dote.

### Reinado deFelipe II Augusto
- 1184: concesión de Montargis.[7]

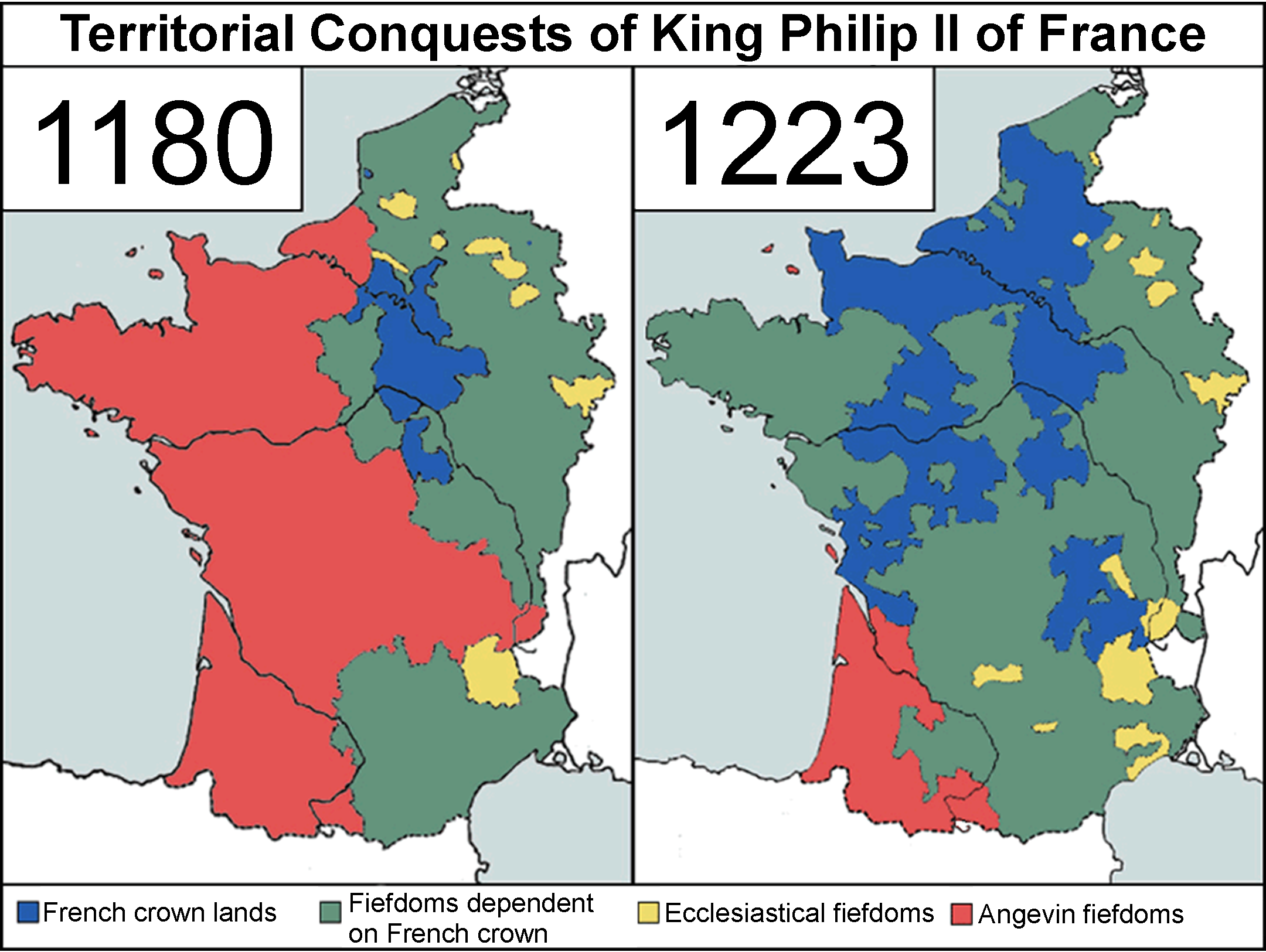
Las conquistas territoriales de Felipe Augusto de Francia, en la época de su nacimiento (1180) y en el momento de su muerte (1223).

- 1185: por el tratado de Boves, gana Amiens y Montdidier, Roye, Choisy-au-Bac, y Thourotte y derechos a la herencia de Vermandois y Valois.[7]
- 1187: toma Tournai del obispo.[7]
- confisca Meulan, Gisors, y otros castillos.[7]
- 1191: a la muerte de Felipe de Alsacia, conde de Flandes, el condado de Artois y sus dependencias, la herencia de la reina Isabel de Henao, se entregaron al príncipe Luis.  Estas zonas no se integrarían en el dominio real hasta 1223 cuando Luis se convirtiera en rey.[7]
- 1191: el condado de Vermandois es adquirido por el rey, tras la muerte de Isabel de Vermandois, la heredera del condado. Confirmado en 1213, por Eleonor de Vermandois hermana de Isabel. Felipe también obtuvo el Valois.
- 1200: se anexiona el Vexin normando
- 1200: el condado de Évreux e Issoudun son anexionados, a cambio del reconocimiento del rey de Juan como rey de Inglaterra.[7]
- 1204: confiscación del ducado de Normandía, la Turena, Anjou, Saintonge y, temporalmente, del Poitou de Juan de Inglaterra.
- 1208: La Ferté-Macé confiscada por Guillermo IV de Ferté-Macé
- 1220: el condado de Alençon se une al dominio real en la ausencia de un heredero masculino al conde Roberto IV (el condado es vendido por la vizcondesa de Châtellerault).

### Reinado deLuis VIII
- 1223: Philippe Hurepel, medio hermano del rey, recibe en infantazgo los condados de Boulogne (Boulogne-sur-Mer), y de Clermont (Clermont-en-Beauvaisis), así como los feudos de Domfront, Mortain y Aumale.
- Poitou, Saintonge, Angoumois,  Périgord y una parte del Bordelés fueron confiscados al rey de Inglaterra.
- después de la cruzada albigense (1209-1229) contra los cátaros y el conde de Tolosa, el rey se anexiona el condado de Tolosa, cuya heredera, Juana de Tolosa, se casó con Alfonso, conde de Poitou, hijo del rey, en 1237.
- 1224: Amalarico VI de Montfort cede los vizcondados de Albi, de Béziers, de Agde, de Nimes y de Rasez, arrebatados por su padre a los Trencavel durante la cruzada albigense, al rey a cambio del título de conde para su tierra de Montfort-l'Amaury.
- 1225: en su testamento, Luis concede el infantazgo de Artois y la herencia de su madre a su segundo hijo Roberto; Poitou y Auvernia a su tercer hijo Alfonso; y Anjou y Maine a su cuarto hijo Juan (debido a la muerte de Juan, estas posesiones irían al séptimo hijo de Luis, Carlos).[8]

### Reinado deLuis IX
- 1229: Ramón VII de Tolosa cede oficialmente al rey los sénéchaussées de Nîmes-Beaucaire y de Béziers-Carcassonne por el Tratado de París (1229)
- 1237: el rey confirma el infantazgo del condado de Artois para su hermano Roberto I de Artois.
- 1241: el rey confirma el infantazgo de Poitou a su hermano Alfonso, conde de Poitou.
- 1247: Ramón II Trencavel cedió finalmente sus derechos sobre el Vizcondado de Carcasona al rey de Francia a cambio de una pensión.
- 1249: Alfonso, conde de Poitou, por derecho de su esposa sucede a Ramón VII de Tolosa.
- 1255: el condado de Beaumont-le-Roger es comprado de nuevo a Raúl de Meulan.
- 1258: el rey renuncia al Rosellón y Cataluña; a cambio el rey de Aragón renuncia a Provenza y Languedoc  (Tratado de Corbeil)
- 1259: adquiere los señoríos de Domfront y de Tinchebray.
- 1259: el rey entrega al rey de Inglaterra Enrique III el Ducado de Aquitania, y le promete Saintonge, Charente y Agenais en el caso de muerte sin heredero del conde de Tolosa Alfonso de Poitiers por el Tratado de París (1259).
- 1268: el rey entrega el condado de Alenzón y Perche a su hijo Pedro.
- el rey entrega como infantazgo el condado de Valois a su hijo Juan Tristán y Clermont-en-Beauvaisis a su hijo Roberto.[8]

### Reinado deFelipe III
- 1271: reversión del condado de Tolosa, Poitou y Auvernia, el condado Venaissin, infantazgos de Alfonso, conde de Poitou, al dominio real
- 1274: adquisición del condado de Nemours
- 1274: el rey cede la mitad del condado Venaissin al papa Gregorio X
- 1283: Perche y el condado de Alenzón son heredados del hermano del rey, Pedro I de Alenzón.
- 1284: compra del condado de Chartres.
- el rey hace infantazgo de Valois a su hijo segundo Carlos y Beaumont-en-Oise a su tercer hijo Luis.[5]

### Reinados deFelipe IV, el Belloy sus hijos
- 1284: matrimonio de Felipe el Bello, el futuro rey de Francia, con la reina Juana I de Navarra, condesa de Champaña. El condado de Champaña se ve así reunido con el dominio real (hecho oficial en 1361)
- 1285–1295: compra del Condado de Guînes al conde Arnould III quien necesitaba el dinero para pagar un rescate.
- 1286: compra del condado de Chartres a Juana de Blois-Châtillon, viuda de su tío Pedro
- 1292: Ostrevant
- 1295: el rey entrega parte del condado de Guines.
- en cuanto volvieron a la corona, Felipe IV hizo infantazgos del Alenzón, Chartres y Perche a su hermano Carlos y Évreux a su hermano Luis.  Por su matrimonio, Carlos también adquiere Maine y Anjou.  A sus hijos, Felipe les dio los infantazgos de Poitiers a Felipe, y La Marche y Angulema a Carlos.[5]
- 1308: compra del condado de Angulema, de Fougères y de Lusiñán a Yolanda de Lusiñán
- 1313: Confiscación de Tournai - que es sin embargo una tierra perteneciente al Imperio - de María de Mortagne.
- 1322: el condado de Bigorra es incorporado al dominio real al coronarse rey Carlos IV, que recibió de su madre Juana I de Navarra.

### Reinado deFelipe VI de Valois
- los infantazgos del nuevo rey (Valois, Anjou, Maine, Chartres y Alençon) se unen de nuevo al dominio real.
- 1336: conquista de condado de Ponthieu, entregado al rey de Inglaterra en 1360.
- 1343–1349: el Delfinado es vendido al reino de Francia por el Delfín de Viennois.
- 1349: compra para el reino de Francia del señorío de Montpellier a Jaime III de Mallorca, el depuesto rey de Mallorca, por 120.000 écus.

### Reinado deJuan II
- 1350–1360: después de la muerte de Raúl II de Brienne, conde de Guînes, y condestable de Francia (decapitado por traición), el condado de Guînes es confiscado. Será cedido a los ingleses en el tratado de Brétigny.
- 1360: por el tratado de Brétigny, Aquitania (1/3 del reino) es dado al rey de Inglaterra, par obtener la liberación del rey francés, prisionero desde la batalla de Poitiers (1356).
- 1360: Juan I de Berry recibe el ducado de Berry como infantazgo. También lo hicieron conde de Poitiers (1357-1416), conde de Mâcon (c. 1360-1372), conde de Angulema y Saintonge (antes de 1372-1374) y conde de Étampes (1399-1416).  A su muerte, estas tierras volvieron al dominio real. También se le dio el ducado de Auvernia.
- 1361: el rey da la Turena en infantazgo a su hijo Felipe.
- 1361: el rey con éxito pretende el ducado de Borgoña como heredero de grado más próximo.

### Reinado deCarlos V
- Gracias a Du Guesclin, el rey recupera el ducado de Aquitania.
- 27 de mayo de 1364: la ciudad de Montivilliers es separada del condado de Longueville y unido al dominio real.
- 1364: Felipe el Audaz recibe en infantazgo el ducado de Borgoña.
- 1371: compra del condado de Auxerre
- 1377: Dreux regresa al dominio real.

### Reinado deCarlos VI
- 1392: el infantazgo de Orléans es entregado a Luis I de Valois, duque de Orléans, hermano del rey. Se convirtió también en conde de Valois (1386?), duque de Turena (1386), conde de Blois (1397; el condado es vendido por Guy II, conde de Blois a la muerte de su único hijo), Angulema (1404), Périgord, Dreux y Soissons.
- 1416: el infantazgo del ducado de Berry vuelve al dominio real después de la muerte de Juan I de Berry, el tío del rey.
- 1416: el rey crea el infantazgo de Berry para su hijo Juan que murió en 1417.
- 1417: el rey entrega el infantazgo de Berry a su hijo Carlos VII de Francia.

### Reinado deCarlos VII
- 1424: Ducado de Turena entregado a Archibald Douglas, IV conde de Douglas, muerto más tarde aquel año en Verneuil.
- 1434: Amboise es confiscado a Luis de Amboise (quien se había conjurado contra Georges de la Trémoille, un favorito del rey) y así lo volvió a unir a la corona.
- 1453: a la muerte de Mateo de Foix, el condado de Comminges es incorporado al dominio real.

### Reinado deLuis XI

Mapa de Francia en 1477

- 1461–1472: el rey entrega el ducado de Berry en infantazgo a su hermano Carlos de Francia. Insatisfecho, Carlos se une con otros nobles feudales en la Liga del Bien Público. Por el tratado de Conflans en 1465, Carlos de Francia intercambia Berry por el ducado de Normandía (1465-1469).  En 1469, Carlos se vio obligado a intercambiar Normandía por el ducado de Guyana (1486-1472).
- 1462: el rey enajena el condado de Comminges del dominio real, entregándoselo a Jean de Lescun.
- 1477: el condado de Ponthieu es unido definitivamente al dominio real.
- 1478: el condado de Boulogne es adquirido mediante una permuta.
- 1481: Carlos IV, duque de Anjou, conde de Maine, Guisa, Mortain y Gien, quien sucedió a su tío Renato I de Anjou como duque de Anjou y conde de Provenza y Forcalquier, muere, legando sus tierras a su primo Luis XI de Francia.
- 1482: por el Tratado de Arras, el ducado de Borgoña y Picardía son unidas de nuevo al dominio.
- 1482: adquisición del vizcondado de Châtellerault.

### Reinado deCarlos VIII
- 1483: los señoríos de Châtel-sur-Moselle y Bainville fueron tomados al ducado de Bar.
- 1491: el matrimonio del rey con la duquesa Ana de Bretaña comienza la unión personal del ducado de Bretaña y el reino.

### Reinado deLuis XII
- 1498: la coronación del nuevo rey llevó su infantazgo Valois (¿enajenado en 1386?) y Orléans (enajenado en 1392) de nuevo al dominio real, y el condado de Blois es integrado al dominio real por vez primera.
- 1498: el segundo matrimonio del rey con la duquesa Ana de Bretaña continúa como la unión personal de Bretaña al reino que había sido interrumpido cuando Ana, de viuda, afirmó la independencia de Bretaña.
- 1498: a la muerte de Odet de Aydie, el condado de Comminges (enajenado en 1462) vuelve a la corona.
- 1499: el rey da el ducado de Berry a su anterior esposa Juana de Francia.
- 1507: Gastón de Foix intercambia el Vizcondado de Narbona a su tío Luis XII por el Ducado de Nemours
- 1512: el ducado de Nemours vuelve al dominio real tras la muerte en 1512 de Gastón de Foix.

### Reinado deFrancisco I

Tierras de la Corona de Francia durante el reinado de Francisco I.

- 1515: Nemours es entregado a Juliano de Lorenzo de Médicis. El ducado pasó en 1524 a la madre de Francisco, Luisa de Saboya y permanecerá con la casa de Saboya hasta 1659.
- 1531: se confiscan posesiones de Carlos III, duque de Borbón, caído en desgracia: el Borbonés, Auvernia, condados de Montpensier, de Clermont, de Mercœur y Forez

Desde el reinado de Francisco I, el concepto de "dominio real" empieza a coincidir con el reino francés en general; el infantazgo de la Casa de Borbón, sin embargo, siguió enajenada. 
- 1532: unión del ducado de Bretaña a Francia, la herencia de Claudia de Francia, hija de Ana de Bretaña. El delfín se convirtió en duque de Bretaña pero murió antes de ascender al trono de Francia.

### Reinado deEnrique II
- 1547: por vez primera el título de duque de Bretaña y rey de Francia los tiene el mismo descendiente primogénito masculiño. Esto marca el paso final en la unión personal de Bretaña con Francia.
- 1548: Confieren el ducado de Châtellerault a Jaime Hamilton, segundo conde de Arran.

### Reinado deEnrique IV
- 1589: Enrique III de Navarra se convierte en el rey Enrique IV de Francia, sucediendo a su primo Enrique III después de su asesinato. Al ascender a los tronos de Navarra y Francia, Enrique gobernaba un vasto territorio que incluía infantazgos sometidos al reino de Francia, como el condado de Soissons, los ducados de Alençon, Vendôme, Borbón, Beaumont, el vizcondado de Limoges, el condado de Périgord, el condado de Rodez, el ducado de Albret, los vizcondados de Lomagne, Marsán, Gabardán, y Tursán, así como los condados de de Fézensac, Quatre-Vallées, Gaure, Armañac, Foix, y Bigorra.
- 1589: El reino de Navarra (la Baja Navarra y el principado de Béarn) permanece independiente pero en unión personal con Francia.

### Reinado deLuis XIII
- 1620: El rey emite un edicto, incorporando el reino de Navarra a la corona de Francia. De entonces en adelante, mientras algunas prerrogativas y el nombre se mantuvieron, el reino de Navarra (Baja Navarra y Bearn) ya no fue nunca un reino separado.